# Bērze (Ort)
Bērze (deutsch: Behrshof, auch Behrshöfe) ist ein Ort in Lettland in der Region Semgallen (lettisch: Zemgale), wobei die Abgrenzung zwischen Kurland und Semgallen nicht klar definiert ist. In der frühen Neuzeit war Semgallen ein Teil des Herzogtums Kurland und Semgallen, das 1795 in das russische Gouvernement Kurland umgewandelt wurde. 
Der Ort gehört zur Gemeinde Bērze (Bērze pagasts) im Bezirk Dobele. Zur Gemeinde gehören außerdem die Orte Miltiņi und Šķibe. Durch das Gebiet fließt der gleichnamige Fluss Bērze (deutsch: Behrse).

## Persönlichkeiten
Kārlis Ulmanis (* 23. Augustjul. / 4. September 1877greg., † 20. September 1942), vielfacher Ministerpräsident (1918–1921, 1925–1926, 1931, 1934–1940, ab 1934 mit diktatorischen Vollmachten) und Staatspräsident (ab 1936) Lettlands, wurde in Bērze geboren.